# Federació Andorrana d'Esports de Gel
Federació Andorrana d'Esports de Gel ordnar med organiserad issport, bland annat ishockey, i Andorra. Andorra inträdde den 4 maj 1995 i IIHF.